# Монтополі-ін-Валь-д'Арно
Монтополі-ін-Валь-д'Арно (італ. Montopoli in Val d'Arno) — муніципалітет в Італії, у регіоні Тоскана, провінція Піза.
Монтополі-ін-Валь-д'Арно розташоване на відстані близько 250 км на північний захід від Рима, 45 км на захід від Флоренції, 29 км на схід від Пізи.
Населення — 11 204 особи (2014).

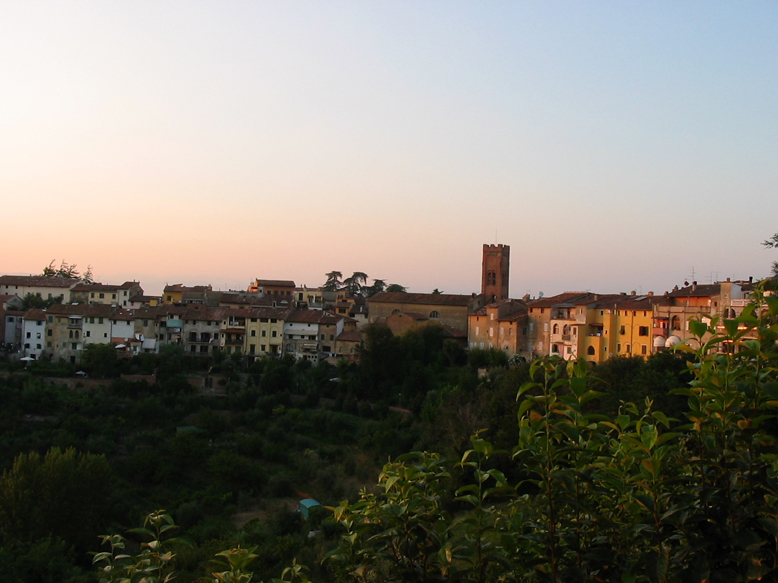

Щорічний фестиваль відбувається 26 та 27 грудня. Покровитель — Santi Stefano e Giovanni Evangelista.

## Демографія
Населення за роками:

Станом на 1 січня 2023 року в муніципалітеті офіційно проживало 1025 іноземців з 58 країн, серед них 137 громадян країн Євросоюзу та 21 громадянин України.

## Сусідні муніципалітети
- Кастельфранко-ді-Сотто
- Палая
- Понтедера
- Сан-Мініато
- Санта-Марія-а-Монте